# Major League - La rivincita
Major League - La rivincita (Major League II) è un film del 1994 diretto da David S. Ward seguito di Major League - La squadra più scassata della lega film del 1989 diretto sempre da David S. Ward.

## Trama
La squadra di baseball dei Cleveland Indians, dopo la trionfale ultima stagione, viene rilevata dall'ex giocatore Roger Dorn, ma i giocatori confermati appaiono tutti svogliati e demotivati per i più svariati motivi. Toccherà a Jake Taylor, alla sua prima esperienza in panchina, riuscire a tirare fuori di nuovo il vecchio spirito degli Indians e portare la squadra al titolo della American League per andare a giocare le World Series. Dopo un'incredibile rimonta in campionato, la squadra riesce a vincere l'American League e a qualificarsi per le World Series grazie all'intervento decisivo di Vaughn nella partita finale contro i Chicago White Sox.

## Sequel
Il film ha avuto un sequel intitolato Major League - La grande sfida.